# Ubbo Emmius
Ubbo Emmius (5 de dezembro de 1547 – 9 de dezembro de 1625), historiador e geógrafo holandês, nascido em Greetsiel na Frísia Oriental.
Depois de estudar em Rostock, passou dois anos em Genebra, onde se tornou amigo íntimo de Theodore Beza; e ao retornar para a Holanda foi nomeado diretor de um colégio na cidade de Norden, posto que ele perdeu em 1587 porque, como ele era calvinista, ele não poderia assinar a Confissão de Augsburgo.
Mais tarde tornou-se diretor de uma Escola de Latim em Leer (que mais tarde se tornaria o Ginásio Ubbo Emmius), e em 1594, se tornou o primeiro reitor do Colégio de Groningen, e quando, em 1614, este colégio se tornou universidade, foi nomeado diretor e professor das disciplinas de história e de grego, e graças a sua sábia orientação e erudição, elevou em curto período de tempo, a universidade para uma posição de destaque. Foi amigo particular de Luís de Nassau (1538-1574); se correspondia com muitos dos sábios da sua época; e morreu em Groningen, aos 78 anos de idade, em dezembro de 1625.
Foi duas vezes casado, tendo deixado um filho e uma filha. As principais obras de Ubbo Emmius são:
- Rerum Frisicarum historiae decades, em seis partes, uma edição completa foi publicada em Leiden no ano de 1616
- Opus chronologicum (Groningen, 1619)
- Vetus Graecia illustrata (Leiden, 1626)
- Historia temporis nostri, que foi publicada pela primeira vez em Groningen no ano de 1732

Um relato de sua vida, escrito por Nicholas Mulerius, foi publicado, juntamente com as vidas de outros professores da universidade, na cidade de Groningen no ano de 1638.